# Manningford Bohune
Manningford Bohune – wieś w Anglii, w hrabstwie ceremonialnym Wiltshire, w dystrykcie (unitary authority) Wiltshire, w civil parish Manningford. Leży 12 km od miasta Marlborough. W 1931 roku civil parish liczyła 158 mieszkańców.